# Eveline Lubbers
Eveline Lubbers (1961) is een Amsterdamse activist en onderzoeksjournalist.
Tot 1984 studeerde zij politicologie in Amsterdam. Na haar studie richtte zij met Peter Klerks het aan de kraakbeweging gerelateerde Buro Jansen & Janssen op, dat onderzoek deed naar het werk van de BVD. Ook was zij een van de oprichters van het krakersblad Bluf!.
Tegenwoordig werkt zij als freelance onderzoeksjournalist met als focus de public relations-methoden van multinationals. Zij schreef hierover een boek: Battling Big Business, countering greenwash, front groups and other forms of corporate bullying, dat in 2002 in het Nederlands uitkwam onder de titel Schone Schijn, Smerige Streken in Strijd tussen Burgers en Bedrijven.